# Ardièja
Ardièja (francès Ardiège) és un municipi occità de Comenge, a Gascunya, situat al departament de l'Alta Garona i a la regió d'Occitània.